# Witold Pograniczny
Witold Pograniczny (ur. 10 października 1940 w Warszawie, zm. 28 października 2008 tamże) – polski dziennikarz muzyczny, jeden z pierwszych redaktorów Programu III Polskiego Radia.

## Życiorys
Po maturze zadebiutował 7 grudnia 1958 na antenie Rozgłośni Harcerskiej w programie pt. „30 minut rytmu”, którego współtwórcą był jego szkolny kolega Marek Gaszyński. Prowadzili także Harcerski Klub Jazzowy.
W 1963 rozpoczął pracę w redakcji muzycznej Programu III Polskiego Radia. Prowadził m.in. audycje „Piosenki, jakich nie było”, „Mój magnetofon”, „Przebój za przebojem”, „Muzyczna poczta UKF”, „Nowe, nowsze i najnowsze”, „Dobre głosy, dobre piosenki” czy „Niedziela będzie dla Was”. W 1966 przeszedł do Studia Rytm. Współtworzył program „Magazyn Muzyki Młodzieżowej – Studio Rytm” w Programie I oraz „Głosy, instrumenty, nastroje” w Programie II.
Prowadził pierwsze festiwale w Opolu i Sopocie, a także Festiwal Młodych Talentów w Szczecinie.
W latach 1974–1978 pisał felietony muzyczne publikowane na łamach tygodnika „Perspektywy”. Ostatnie lata przed odejściem na emeryturę spędził w Radiu Dla Ciebie – najpierw jako Kierownik Redakcji Muzycznej, potem jako pracownik etatowy RDC, a ostatnio jako współpracownik. W ostatnich latach życia współpracował z Programem I Polskiego Radia, na którego antenie prowadził „Kalendarium Muzyczne” cytując książkę Zbigniewa Kowalczyka pt. „Kronika Muzyki Popularnej XX wieku” (wyd. Astrum, Wrocław 1995, ISBN 83-86385-13-8).
Był mężem Małgorzaty, ojciec Macieja.
Zmarł w Warszawie, pochowany 4 listopada 2008 na cmentarzu Bródnowskim (kwatera 10H-6-10).

## Odznaczenia i nagrody
- Krzyż Kawalerski Orderu Odrodzenia Polski (2000)[5]
- Brązowy Medal „Zasłużony Kulturze Gloria Artis” (2005)[6]
- Nagroda ZAiKS-u za popularyzację polskiej twórczości rozrywkowej (1996)[7]